# جيردنر
وليم هنري تمپل جيردنر (بالإنجليزية: William Henry Temple Gairdner)‏ (1873 - 1928 م) هو مستشرق بريطاني تخصص في دراسة العالم الإسلامي.
عنى بكتاب «مشكاة الأنوار» للغزالي، وكتب عنها مقالا باسم «مشكاة الأنوار ومشكلة الغزالي»، نشر في مجلة «الإسلام» Der Islam سنة 1914 م.